# Volker Lessing
Volker Lessing (* 26. Mai 1945 in Roßla) ist ein deutscher Jurist und Sachbuchautor, Honorarprofessor an der juristischen Fakultät der Gottfried Wilhelm Leibniz Universität Hannover sowie ehemaliger Präsident des Amtsgerichts Hannover.

## Leben und Wirken
Geboren in Ostdeutschland während der Flucht seiner Familie, wuchs Volker Lessing im Weserbergland auf. In Holzminden absolvierte er am „Jungengymnasium“ das Abitur und leistete dann zwei Jahre lang seinen Wehrdienst bei der Bundeswehr ab. Im Anschluss studierte er Rechtswissenschaften an der Universität Göttingen, legte 1971 in Celle seine erste Staatsprüfung ab und promovierte dann, wieder in Göttingen, zum Thema Die Preistreiberei als Problem des Wirtschaftsstrafrechts ... zur Entwicklung und Bedeutung des Preisüberhöhungsverbots gemäss § 2a des Wirtschaftsstrafgesetzes.
Das Referendariat zur Vorbereitung seiner Beamtenlaufbahn durchlief Volker Lessing im Bezirk des Oberlandesgerichts Celle und schloss 1975 in Hannover mit der zweiten Staatsprüfung.
Nunmehr eingestellt als Beamter der niedersächsischen Justiz, durchlief Volker Lessing Stationen am Amtsgericht Hannover, dann beim Niedersächsischen Justizministerium, wieder am Amtsgericht Hannover, dann an der Niedersächsischen Fachhochschule für Verwaltung und Rechtspflege, nochmal beim Justizministerium und endlich wieder im Amtsgericht Hannover; hier stieg Volker Lessing bis 1999 zum Präsidenten auf. 2002 wurde Volker Lessing, der „zahlreiche wissenschaftliche Publikationen“ verfasste und in seiner Amtszeit sechs Jahre lang durch seinen Vizepräsidenten Dieter Höbbel entlastet wurde, zudem zum Honorarprofessor der Gottfried Wilhelm Leibniz Universität Hannover berufen.
In seiner Zeit als Präsident des Amtsgerichtes setzte Volker Lessing, auch gegen Widerstände seiner Kollegen, neue Strukturen und Arbeitsabläufe in der Organisation durch.
Lessing ist verheiratet und hat zwei Söhne. Gemeinsam engagiert sich das Ehepaar im Verein Kleine Herzen, der an der Medizinischen Hochschule Hannover (MHH) ein Eltern-Kind-Zimmer einrichten will, in dem Kinder als Patienten mit ihrer Familie gemeinsam die oftmals lange Wartezeit für Spenderorgane überbrücken können sollen.
Nachdem Lessing eine Lehrtätigkeit an der Universität Hannover niederlegt hatte und im Jahr 2010 in Pensionierung ging, veröffentlichte er 2014 sein illustriertes Werk „Amtsgericht Hannover. Ein Lesebuch mit Bildern“, und in dem neben einer kurzen Autobiographie auch weitere Biographien umrissen werden.

## Schriften (Auswahl)
- Die Preistreiberei als Problem des Wirtschaftsstrafrechts. Die Entwicklung und heutige Bedeutung des Preisüberhöhungsverbots gemäss § 2a WiStG, Dissertation 1973 an der Juristischen Fakultät der Universität Göttingen, 1972.
- Volker Lessing (Text), Nadine Hilbrich (Gestaltung): Amtsgericht Hannover. Ein Lesebuch mit Bildern, 1. Auflage 2014, Soest, Westfalen: Tertulla-Verlag, 2014, ISBN 978-3-9815602-4-4.
- Macht und Recht. Hannover und seine Rechtsgeschichte bis 1806. Ein Lesebuch mit Bildern, 1. Auflage 2020, Tertula GbR, Soest 2020, ISBN 978-3-9815602-9-9.

## Medienecho (Auswahl)
- Hans-Peter Wiechers: Volker Lessing / Der Paradiesvogel / Der Präsident des Amtsgerichts, Volker Lessing, geht in den Ruhestand. Jetzt will er ein Buch über seinen ehemaligen Arbeitsplatz schreiben – und sich der Ahnenforschung widmen, in: Hannoversche Allgemeine Zeitung (HAZ) vom 15. Juni 2010; online zuletzt abgerufen am 21. November 2014
- Michael Zgoll: Schätze, Strafen, Schreckensherrschaft / Der frühere Präsident des Amtsgerichts hat ein Buch geschrieben – über die Rechtsgeschichte in Hannover und seine Wirkungsstätte, in: HAZ vom 29. November 2014, S. 22